# Ломен (Мекленбург)
Ломен (нем. Lohmen) — община в Германии, районный центр, расположен в земле Мекленбург-Передняя Померания.
Входит в состав района Гюстров. Подчиняется управлению Гюстров-Ланд. Население составляет 760 человек (2009); в 2003 г. — 841. Занимает площадь 34,77 км².